# إميل أوبري
إميل أوبري (بالفرنسية: Émile Aubry)‏ هو رسام فرنسي، ولد في 18 أبريل 1880 في سطيف في الجزائر، وتوفي في 9 يناير 1964 في Voutenay-sur-Cure ‏ في فرنسا.